# Jordan Peele
Jordan Haworth Peele (New York, 21 febbraio 1979) è un attore, comico, regista, sceneggiatore e produttore cinematografico statunitense.
Divenuto famoso come membro del duo comico Key & Peele, insieme a Keegan-Michael Key nella serie TV MADtv, ha conquistato la notorietà planetaria come regista e sceneggiatore grazie al film horror Scappa - Get Out, vincitore di un premio Oscar alla migliore sceneggiatura originale nel 2018. In seguito a questa esperienza ha continuato a lavorare sia come attore, continuando a dedicarsi alle commedie, che come regista e produttore, dedicandosi principalmente al cinema horror.

## Biografia
Jordan Haworth Peele è nato a New York il 21 febbraio 1979, figlio di Hayward Peele (morto nel 2000) e Lucinda Williams, che lo crebbe da sola nel West Side di Manhattan. Frequentò la Computer School di Manhattan, si laureò alla Calhoun School e in seguito andò al Sarah Lawrence College. Dopo due anni però, Peele lasciò il college per formare un duo comico con il suo coinquilino Keegan-Michael Key e la futura scrittrice di Key & Peele Rebecca Drysdale.
Prima di iniziare con la carriera televisiva, Peele ha iniziato ad esibirsi regolarmente presso alcuni locali come comico. Lui e la sua collega Nicole Parker divennero abbastanza noti grazie ai loro duetti musicali, e così Peele ebbe l'opportunità di fare da presentatore durante l'MTV Comedy Weekend 2002. A partire dal 2003 Peele entra a far parte del programma televisivo MADtv, dove esegue svariate imitazioni di personaggi noti del mondo dello spettacolo, tra cui Timbaland, James Brown e Morgan Freeman. Il successo di Peele all'interno del format è molto ampio, e così il comico viene confermato per un totale di 5 stagioni dello show. Nel 2007 l'attore debutta al cinema nel film Twisted Fortune, a cui fa seguito nel 2010 Vi presento i nostri.
Nel 2009 Peele appare nelle serie TV Reno 911! e The Station, mentre dal 2010 ha un ruolo da protagonista nella serie TV Childrens Hospital, che mantiene per l'intera durata della serie fino al 2015. Nel 2011 appare nella serie TV Love Bites. A partire dal 2012 interrompe la sua attività presso MADtv. Dal 2012 al 2015 Peele e la sua co-star di MADtv, Keegan-Michael Key, sono stati protagonisti della serie di comedy central Key & Peele ottenendo un notevole successo. In questo stesso periodo l'attore appare in svariate serie televisive, tra cui la serie antologica Fargo, di genere commedia nera. Nel 2012 torna al cinema nel film Nudi e felici, a cui farà seguito il film Keanu nel 2012, occasione in cui Peele fa il suo debutto come produttore cinematografico. Il film ottiene un buon successo in patria, e così Peele ottiene la possibilità di passare dall'altro lato della macchina da presa e debuttare come regista.
Nel 2017 Peele debutta ufficialmente come regista e sceneggiatore cinematografico nel film Scappa - Get Out, un film fortemente incentrato su temi sociali come il razzismo. Il film ottiene un successo straordinario di pubblico e critica, rafforzando enormemente la fama di Peele a livello mondiale e vincendo un Oscar nella categoria miglior sceneggiatura originale: Peele diventa il primo uomo nero a vincere questo premio. Il film diventa inoltre il terzo nella storia ad essere nominato contemporaneamente nelle categorie miglior film, miglior regia e miglior sceneggiatura originale. Per quanto riguarda il successo commerciale, a fronte di un budget di 4,5 milioni di dollari il film riesce ad incassarne oltre 255. Sulla scia di questo enorme successo, Peele dirige un secondo film horror intitolato Noi, film con protagonista Lupita Nyong con cui affronta tematiche simili al precedente. Il film esce in tutto il mondo nel 2019. Un terzo approccio al cinema horror avviene alla produzione ed alla sceneggiatura di Candyman, remake di un celebre film horror degli anni '90 che affronta tematiche simili a quelle dei film diretti da Peele.
A partire dal 2018 Peele produce dei lavori di genere horror anche per la televisione: si tratta delle serie TV The Twilight Zone, Hunters e Lovecraft Country - La terra dei demoni. In The Twilight Zone Peele partecipa anche in qualità di attore.
Nel 2022 esce Nope, terza pellicola diretta da Peele dove fantascienza e horror si mescolano per parlare di temi attuali come le discriminazioni nell'industria hollywoodiana, il potere dei nuovi media e la spettacolarizzazione della realtà.

## Stile e influenze
Per quanto riguarda lo stile e le tematiche della sua regia, Peele ha citato i seguenti film come fonti d'ispirazione: Rosemary's Baby, La notte dei morti viventi, Shining, Candyman, La casa nera, Scream, Il silenzio degli innocenti, Funny Games, Misery non deve morire, La finestra sul cortile, L'erba del vicino e Indovina chi viene a cena?.
Come comico si è definito ispirato dalla serie In Living Color e dai comici Richard Pryor, Dave Chappelle, Steve Martin e Martin Lawrence.

## Vita privata
Peele è imparentato per via materna con alcuni personaggi molto importanti nella lotta alla segregazione razziale: Nathaniel Woodhull e Abraham Woodhull.
Nel 2015 Peele ha sposato l'attrice comica Chelsea Peretti. La coppia ha avuto un figlio di nome Beaumont nel 2017.

## Filmografia

### Cinema

#### Regista, sceneggiatore e produttore
- Scappa - Get Out (Get Out) (2017)
- Noi (Us) (2019)
- Nope (2022)

#### Sceneggiatore
- Keanu, regia di Peter Atencio (2016)
- Candyman, regia di Nia DaCosta (2021)
- Wendell & Wild, regia di Henry Selick (2022)

#### Produttore
- Keanu, regia di Peter Atencio (2016)
- BlacKkKlansman, regia di Spike Lee (2018)
- Candyman, regia di Nia DaCosta (2021)
- Wendell & Wild, regia di Henry Selick (2022)
- Monkey Man, regia di Dev Patel (2024)

#### Attore
- Twisted Fortune, regia di Victor Varnado (2007)
- Vi presento i nostri (Little Fockers), regia di Paul Weitz (2010)
- Nudi e felici (Wanderlust), regia di David Wain (2012)
- Keanu, regia di Peter Atencio (2016)

#### Doppiatore
- Cicogne in missione (Storks), regia di Nicholas Stoller e Doug Sweetland (2016)
- Capitan Mutanda - Il film (Captain Underpants: The First Epic Movie), regia di David Soren (2017)
- Toy Story 4, regia di Josh Cooley (2019)
- Bob's Burgers - Il film (The Bob's Burgers Movie), regia di Loren Bouchard e Bernard Derriman (2022)
- Wendell & Wild, regia di Henry Selick (2022)

### Televisione

#### Sceneggiatore
- Key and Peele – serie TV, 55 episodi (2012-2015)

#### Produttore
- The Twilight Zone – serie TV (2019-2020)
- Hunters – serie TV (2020-in corso)
- Lovecraft Country - La terra dei demoni (Lovecraft Country) – serie TV (2020)

#### Attore
- MADtv – serie TV, 321 episodi (2003-2016)
- Reno 911! – serie TV, 1 episodio (2009)
- The Station – film TV (2009)
- Childrens Hospital – serie TV, 10 episodi (2010–2015)
- Love Bites – serie TV, 1 episodio (2011)
- Key & Peele – serie TV, 54 episodi (2012–2015)
- The Mindy Project – serie TV, 1 episodio (2013)
- Workaholics – serie TV, 1 episodio (2013)
- Comedy Bang! Bang! – serie TV, 1 episodio (2013)
- Modern Family – serie TV, 1 episodio (2013)
- Kroll Show – serie TV, 2 episodi (2013–2014)
- Fargo – serie TV, 4 episodi (2014)
- Drunk History – serie TV, 1 episodio (2014)
- Life in Pieces – serie TV, 3 episodi (2015)
- Wet Hot American Summer: First Day of Camp – serie TV, 3 episodi (2015)
- The Twilight Zone – serie TV, 20 episodi  (2019-2020)

#### Doppiatore
- Axe Cop – serie TV, 1 episodio (2013)
- Robot Chicken – serie TV, 2 episodi (2014)
- Bob's Burgers – serie TV, 8 episodi (2014-2016)
- Rick and Morty – serie TV, 1 episodio (2015)
- Big Mouth – serie TV, 52 episodi (2017-2025)

### Videogiochi
- OD - scrittore, con Hideo Kojima (TBA)

## Doppiatori italiani
Nelle versioni in italiano dei suoi film, Jordan Peele è stato doppiato da:
- Andrea Lavagnino in Wet Hot American Summer: First Day of Camp
- Massimo Bitossi in Fargo
- Gianluca Crisafi in Life in Pieces
- Leonardo Graziano in Modern Family

Da doppiatore è sostituito da:
- Carlo Cosolo in Cicogne in missione
- Davide Lepore in Capitan Mutanda - Il film
- Gianluca Crisafi in Big Mouth (fantasma di Duke Ellington)
- Nanni Baldini in Toy Story 4
- Paolo Vivio in Wendell & Wild

## Riconoscimenti
- Premio Oscar
  - 2018 – Miglior sceneggiatura originale per Scappa - Get Out
  - 2018 – Candidatura al miglior film per Scappa - Get Out
  - 2018 – Candidatura al miglior regista per Scappa - Get Out
  - 2019 – Candidatura al miglior film per BlacKkKlansman

- Premio BAFTA
  - 2018 – Candidatura alla migliore sceneggiatura originale per Scappa - Get Out